# Бруун, Сигне
Сигне Каллесёэ Бруун (дат. Signe Kallesøe Bruun; род. 6 апреля 1998, Раннерс, Орхус) — датская футболистка, нападающая испанского клуба «Реал Мадрид» и национальной сборной Дании.

## Клубная карьера
В 2014 году присоединилась к «Фортуне», за который дебютировала 16 августа и оформила дубль в игре против «Вайле», который закончился победой «Фортуны» со счётом 5:1. 8 ноября 2014 года Бруун дебютировала в Лиге чемпионов, заменив на 74-й минуте Надию Надим в 1/8 финала против шведской команды «Русенгорд». В 2016 году Бруун в составе своей команды выиграла национальный чемпионат и Кубок Дании.
31 августа 2018 года перешла во французский клуб «Пари Сен-Жермен». В своем дебютном сезоне провела 17 матчей во всех соревнованиях, забив четыре гола. 2 августа 2020 года вернулась в футбол после года, который пропустила из-за травмы, и забила победный гол на 84-й минуте в матче Кубка Франции против «Бордо», закончившийся со счетом 2:1. Спустя семь дней она вышла на замену в Финале Кубка против «Лиона», который закончился победой «Лиона» в серии серии пенальти со счётом 4-3. В следующем сезоне в составе «парижанок» выиграла национальный чемпионат, который стал первым чемпионским титулом клуба, завершив 14-летнюю серию чемпионств «Лиона».
В июне 2021 года перешла в «Лион».
27 января 2022 года Бруун перешла в английский «Манчестер Юнайтед» на правах аренды на оставшуюся часть сезона 2021/22.

## Карьера в сборной
24 октября 2017 года Бруун дебютировала за национальную сборную Дании в отборочном матче на чемпионат мира 2019 года против Хорватии. Она вошла в игру через две минуты после добавленного времени, заменив Надию Надим, и через две минуты забила свой первый гол в победе Дании со счетом 4-0.
В 2021 году Бруун забила серию голов в шести матчах подряд за сборную, забив в общей сложности 12 голов во время квалификации на чемпионат мира 2023.

## Достижения
«Фортуна»
- Чемпионка Дании: 2015/16, 2017/18
- Обладательница Кубка Дании: 2016

«Пари Сен-Жермен»
- Чемпионка Франции: 2020/21[10]

«Олимпик Лион»
- Победитель Лиги чемпионов: 2021/22